# 重慶儀表材料研究所
重慶儀表材料研究所，中國機械工業集團有限公司屬下機構，是在1961年成立，主要業務仪表测温材料及应用技术、金属功能材料、传感器敏感材料及元件三个领域的研究开发，現任董事長劉慶斌。
1999年，被中國機械工業集團有限公司收購本集團，已被國務院批准。